# Maria João Koehler
Maria João Koehler, também conhecida por Maria João Köhler (Porto, 8 de Outubro de 1992) é uma ex-tenista profissional e treinadora portuguesa de tênis, presente na equipa portuguesa da Fed Cup.
Maria João começou a jogar ténis aos sete anos, porque queria jogar com os primos. Em 2012 entrou na universidade no curso de medicina, tendo colocado em suspenso por dois anos, para seguir a carreira no ténis.
Em Julho de 2013, está classificada como a número dois nacional e como número 124 na hierarquia mundial WTA.
No final de 2018, aos 26 anos, anunciou sua aposentadoria.  Foi afetada nos últimos anos por várias lesões, que a levou a quatro cirurgias (no pulso esquerdo e no joelho direito, entre elas), impossibilitando-na de estar 100%, mesmo para treinar.